# Heinrich Zertik

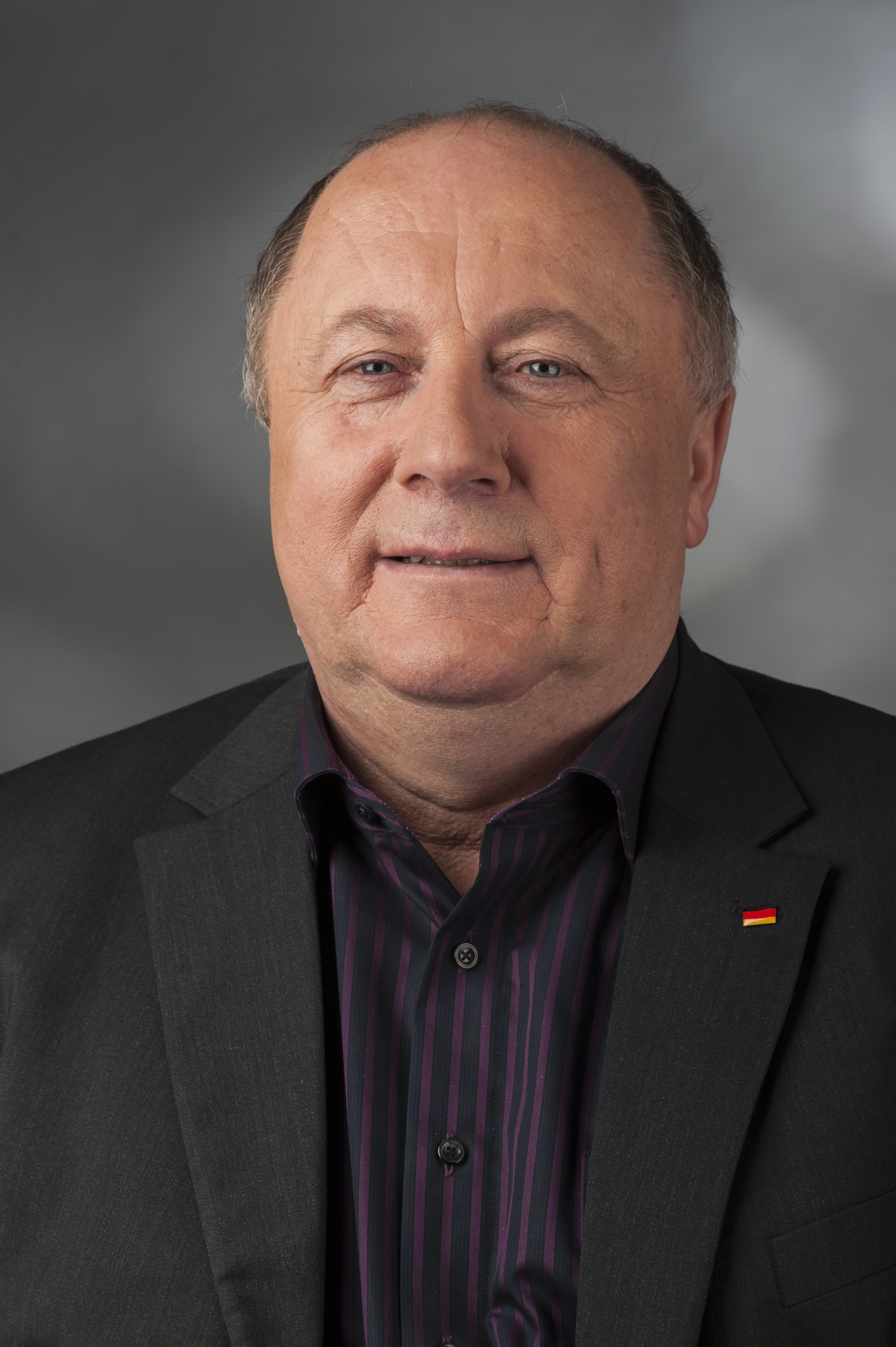
Heinrich Zertik (2014)

Heinrich Zertik (* 12. Mai 1957 in Kastek, UdSSR, heute Kasachstan) ist ein deutscher Politiker der CDU und war Abgeordneter im 18. Deutschen Bundestag.

## Herkunft und Privatleben
Heinrich Zertik wurde in Kastek in der Kasachischen SSR der Sowjetunion (heute Provinz Almaty, Kasachstan) als Angehöriger der deutschen Minderheit geboren. 1989 siedelte er wie die meisten Angehörigen der deutschen Minderheit in der Provinz Almaty mit seiner Frau und seiner Tochter nach Deutschland über.

## Politische Laufbahn
Heinrich Zertik ist Mitgründer und 1. Vorsitzender des Vereins Freundschaft-Druschba e. V. In seinem Wohnort Schieder-Schwalenberg war er von 2004 bis September 2013 Mitglied im Stadtrat. Bereits seit 2002 ist Zertik Mitglied des Vorstandes der lippischen CDU und deren Beauftragter für Aussiedlerfragen, ferner Mitglied des Netzwerkes der CDU für Aussiedlerfragen, von 2004 bis Mai 2014 sachkundiger Bürger im Kreistag (Jugendhilfeausschuss, Sozialausschuss), seit 2003 Koordinator für die Integrationsarbeit mit Aussiedlern im Kreis Lippe, stellv. Vorsitzender der Vereinigung zur Integration russlanddeutscher Aussiedler. Seit 2011 ist Heinrich Zertik ordentliches Mitglied des Landesvorstandes der Ost- und Mitteldeutschen Vereinigung (OMV) in der CDU Nordrhein-Westfalen. Seit 2012 ist er Mitglied des Landesvorstandes der CDU Nordrhein-Westfalen und seit 2014 Vorsitzender des Landesnetzwerks Aussiedler in der CDU Nordrhein-Westfalen. Heinrich Zertik ist seit 2015 ständig beratender Teilnehmer des Bundesvorstandes der CDU Deutschlands und Vorsitzender des Netzwerks Aussiedler der CDU Deutschlands, der ehemaligen Aussiedlerbeauftragtenkonferenz. 
Zur Landtagswahl in Nordrhein-Westfalen 2012 strebte Heinrich Zertik eine Kandidatur im Wahlkreis Lippe III an, unterlag aber in einer parteiinternen Auswahl Konrad Hambrügge, der jedoch den Einzug in den Landtag verpasste. Zur Landtagswahl in Nordrhein-Westfalen 2022 kandidierte Zertik im Wahlkreis Lippe III als Direktkandidat, einen Listenplatz auf der Landesliste der CDU hatte er nicht.  Er unterlag dem SPD-Politiker Dennis Maelzer bei der Wahl für die Direktvertretung.

## Abgeordneter
Zur Bundestagswahl 2013 kandidierte Heinrich Zertik zwar nicht als Direktkandidat für den Bundestagswahlkreis Höxter – Lippe II, der seinen Wohnort einschließt, konnte aber über die Landesliste in den 18. Deutschen Bundestag einziehen. Neben dem Direktkandidaten Christian Haase war Heinrich Zertik der zweite CDU-Politiker aus dem Bundestagswahlkreis Höxter – Lippe II in Berlin. Er war auch das erste russlanddeutsche Mitglied im Deutschen Bundestag.
Zertik war Ordentliches Mitglied im Innenausschuss und im Ausschuss für Menschenrechte und humanitäre Hilfe, zudem Stellvertretendes Mitglied im Ausschuss für Kultur und Medien. Weiterhin war er stellvertretender Vorsitzender der Arbeitsgruppe für Aussiedler, Vertriebene und deutsche Minderheiten.